# Rhizina
Rhizina è un genere di funghi Ascomiceti.

## Specie
- Rhizina atra
- Rhizina helvetica
- Rhizina lignicola
- Rhizina praetexta
- Rhizina reticulata
- Rhizina undulata
- Rhizina vaporaria
- Rhizina zonata